# 慈眼寺 (小千谷市)
慈眼寺（じげんじ）は、新潟県小千谷市平成2丁目3-35にある寺院。山号は船岡山（ふなおかさん）。本尊は聖観世音菩薩。宗派は真言宗智山派。

## 歴史
寺伝によれば、天武天皇の白鳳年間（7世紀末）に薩明大徳が創建したと伝わる。貞観2年（860年）に真雅が創建したという説もある(『年表小千谷』)。
慶応4年（1868年）5月2日 (旧暦)には越後国長岡藩家老河井継之助と新政府軍監の岩村精一郎（のちの岩村高俊）が会談したことで知られている。河井は中立和平を訴えたが、決裂し、戊辰戦争の内でも激戦として知られる北越戦争に突入した。

## 境内
境内には、山門、船岡観音堂、慈眼寺本堂、庫裡、小千谷幼稚園などの建物と岩村軍監、河井総督会見談判所（本堂内）、同上記念碑の戊辰史蹟などがある。
岩村河井会見記念碑は、慶応4年5月2日、この寺で両者が会見し談判した史実を記念して、昭和14年（1939年）、当山先代住職船岡芳快の発願によって建てられたものである。
碑文は徳富蘇峰の撰、篆額と書は小千谷市出身の島田博の筆である。

### 船岡観音
現在は慈眼寺境内に船岡観音があるが、以前は小千谷市西中にあったという。小千谷市西中には今でも観音堂という地名がのこっている。
空海（弘法大師）が旅の途中、村人に頼み庵を結び、しばらく住んでいた。空海は説教･祈祷･看病･堰の造営などをし、夜は仏像を刻んでいた。やがて、三尺六寸の聖観音像が完成し、空海は村人に、「この観音様を拝み、仏の教えを守れば、皆は極楽往生するだろう。」と言い残して村を去っていったという。

## 文化財

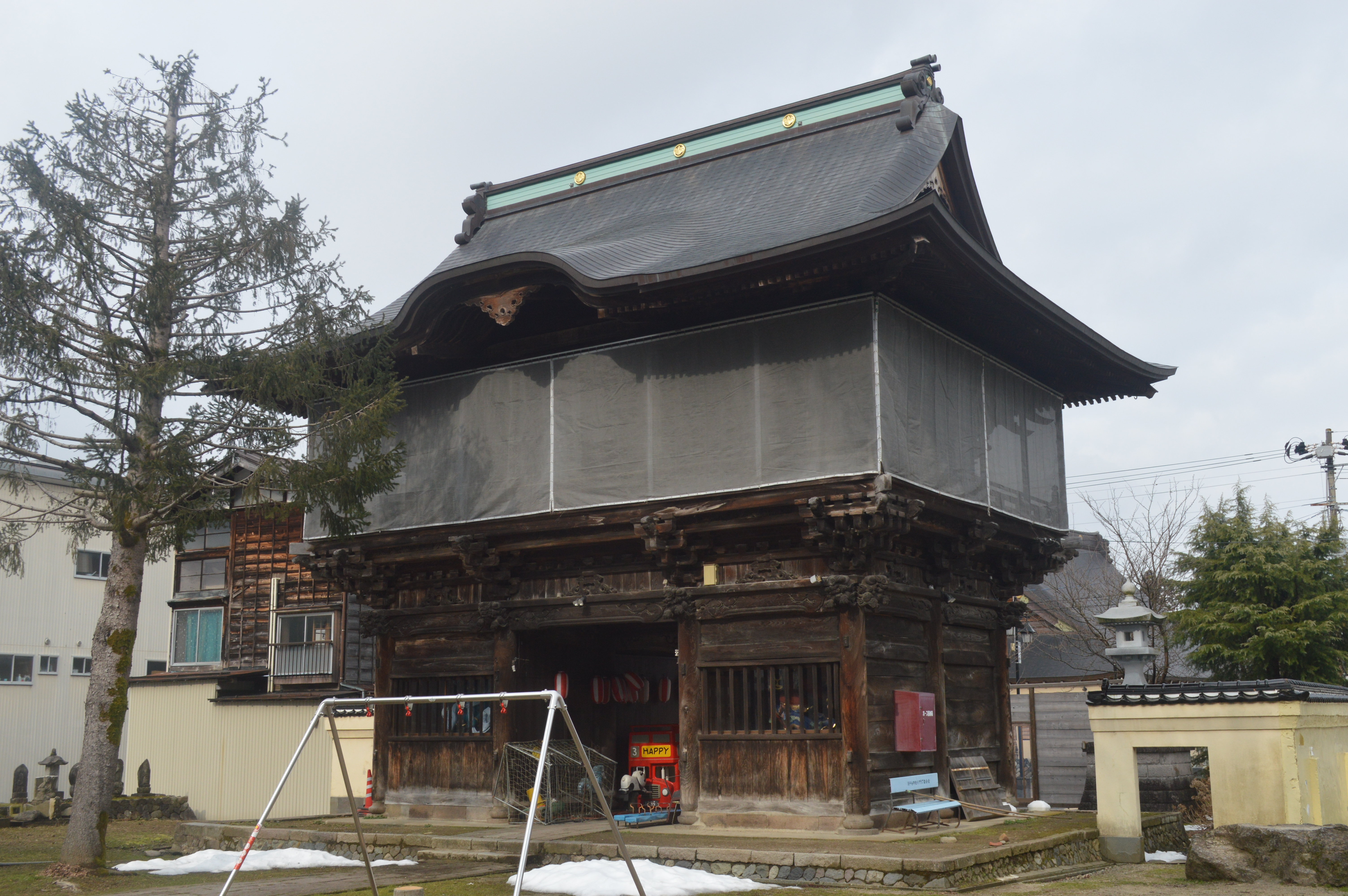
山門

### 登録有形文化財
- 山門 - 平成27年（2015年）登録

### 小千谷市指定文化財
- 岩村･河井会談の処
- 岩村高俊自伝草稿

## 慈眼寺を舞台とした作品
- 司馬遼太郎「峠」

## 交通
信濃川左岸の市街地に立地し、山門は寺町通り（県道49号）に面する。
- 関越自動車道小千谷ICより約1.5km、車で約8分。
- 越後交通「平成2丁目」バス停（県道49号沿い）より徒歩すぐ、または「本町西」バス停（国道291号本町通り沿い）より徒歩約3分。
- JR上越線小千谷駅より西へ約2 km。駅から上記バス停まで路線バスで約10分。

## 周辺
- 小千谷市民会館・小千谷市立図書館
- 小千谷市立小千谷小学校
- 船岡山・船岡公園
- 五智院